# Şāleḩābād-e Zarī
Şāleḩābād-e Zarī (persiska: صالِح آباد, صالح آباد زری) är en ort i Iran.   Den ligger i provinsen Chahar Mahal och Bakhtiari, i den centrala delen av landet, 400 km söder om huvudstaden Teheran. Şāleḩābād-e Zarī ligger 2 401 meter över havet och antalet invånare är 111.
Terrängen runt Şāleḩābād-e Zarī är huvudsakligen kuperad, men söderut är den bergig. Runt Şāleḩābād-e Zarī är det ganska glesbefolkat, med 42 invånare per kvadratkilometer. Närmaste större samhälle är Chelgard, 15,1 km väster om Şāleḩābād-e Zarī. Trakten runt Şāleḩābād-e Zarī består i huvudsak av gräsmarker.